# Anna Popplewell
Anna Katherine Popplewell (Londres, Inglaterra, 16 de diciembre de 1988) es una actriz británica de cine, televisión y teatro. Es popular por su papel de Susan Pevensie en la serie de Las Crónicas de Narnia desde 2005, de Chyler Silva en Halo 4: Forward Unto Dawn desde 2012 y por su interpretación de Lady Lola en Reign desde 2013.

## Biografía
Anna es hija de la inmunóloga Deborah Lomas y del abogado Andrew Popplewell. Es la mayor de tres hermanos actores, Laura Francesca Popplewell, conocida como Lulu, con quien compartió trabajo en Love in a Cold Climate en 2001; y Frederick Freddie Popplewell, quien interpretó a Michael Darling en la película del 2003, Peter Pan. Su abuelo paterno es sir Oliver Popplewell, juez y uno de los fundadores de la High Court Judge, su tío, Nigel Popplewell, es un famoso exjugador de Cricket. Anna profesa la fe cristiana y es miembro de la iglesia St. Bride's en Londres. 
Vive en Highbury, Londres y estudió en la North London Collegiate School, un prestigioso colegio de mujeres donde fue la presidenta de las alumnas. Curso su último año entre 2006-2007, mientras grababa la segunda entrega de las Crónicas de Narnia.
Luego de su trabajo en Las crónicas de Narnia: el príncipe Caspian, empezó su carrera de Literatura Inglesa e Inglés en el Magdalen College de la Universidad de Oxford en septiembre de 2007. Terminó de estudiar y recibió su título en septiembre de 2010.

## Carrera
Comenzó a actuar a la edad de diez años (1998), tomando clases de actuación en Allsorts Drama School y su carrera profesional comenzó en la producción televisiva Frenchman's Creek (1999) e hizo su debut en el cine con Mansfield Park (2000). A partir de entonces, apareció en papeles secundarios cómo, por ejemplo, en El pequeño vampiro (2001) y Girl with a Pearl Earring (2002). Hizo una audición para el papel de Wendy Darling en la película de 2003 Peter Pan: la gran aventura, pero se lo dieron a Rachel Hurd-Wood. También quiso obtener el papel de Hermione Granger en la serie de películas de Harry Potter, aunque se lo dieron a Emma Watson, con quien Anna se ha encontrado un par de veces. Ella ha dicho que Emma es una persona muy dulce y amigable. Me alegro mucho por ella.
A pesar de sus anteriores apariciones actorales, es conocida por sus papeles en The Chronicles of Narnia: The Lion, the Witch and the Wardrobe (2005) y Las crónicas de Narnia: el príncipe Caspian (2008), interpretando a la mayor de los hermanos Pevensie, Susan Pevensie, una de las protagonistas junto con William Moseley, Georgie Henley, Skandar Keynes y Ben Barnes. También hizo un cameo en la tercera entrega de la saga, Las crónicas de Narnia: la travesía del Viajero del Alba (2010). Fue galardonada con el Premio Catadores en 2007 a la Mejor Actriz de Reparto en una producción estudiantil de Cinco tipos de silencio. En diciembre de 2007, interpretó a lady Macbeth en una producción estudiantil de Macbeth en el Estudio OFS en Oxford. En 2008 actuó como Wendla, personaje del polémico musical, Spring Awakening.
En 2011 apareció en un capítulo de Comedy Lab, titulado Totally Tom, además de estar en la producción de Brave New World como una de las protagonistas, compartiendo pantalla junto a Nicholas Braun. En 2012 apareció en la película Payback Season, tomando el papel protagónico de Izzy.
En 2012, comenzó a trabajar con 343 Industries en la serie Halo 4: Forward Unto Dawn, dando vida a la cadete Chyler Silva, además de prestar su voz para el personaje en los videojuegos.
En marzo de 2013 se anunció que Anna actuará junto a Adelaide Kane en la serie de televisión del canal The CW: Reign, la cual relata la historia del ascenso al trono de María I de Escocia. Anna dará vida a una de las protagonistas y damas de compañía de la reina, Lola.
Además de sus trabajos de actuación, también comenzó una pequeña carrera de modelaje desde el año 2011, en las pasarelas de la "Semana de la Moda" y en Elliot J. Frieze. Es partícipe desde 2009 en la primera fila de los desfiles de moda más importantes, además de estar presente en los emporios de moda de su diseñador predilecto: Giorgio Armani.

## Vida personal
Contrajo matrimonio con Sam Caird en 2016. En agosto de 2021 se hizo público que había tenido un hijo.

## Filmografía
| Año         | Título                                                         | Rol                 | Notas                                          |
| ----------- | -------------------------------------------------------------- | ------------------- | ---------------------------------------------- |
| 1998        | Frenchman's Creek                                              | Henrietta           | Película para televisión                       |
| 1999        | Mansfield Park                                                 | Betsey              | Película                                       |
| 2000        | Dirty Tricks                                                   | Rebecca             | Película para televisión                       |
| 2000        | El pequeño vampiro                                             | Anna Sackville-Bagg | Rol principal                                  |
| 2001        | Love in a Cold Climate                                         | Victoria            | Miniserie                                      |
| 2001        | Me Without You                                                 | Joven Marina        | Película                                       |
| 2002        | Daniel Deronda                                                 | Fanny Davilow       | Miniserie                                      |
| 2002        | Thunderpants                                                   | Denise Smash        | Película                                       |
| 2003        | Girl with a Pearl Earring                                      | Maertge             | Película                                       |
| 2005        | The Chronicles of Narnia: The Lion, the Witch and the Wardrobe | Susan Pevensie      | Rol principal                                  |
| 2008        | Las crónicas de Narnia: el príncipe Caspian                    | Susan Pevensie      | Rol principal                                  |
| 2010        | Las crónicas de Narnia: la travesía del Viajero del Alba       | Susan Pevensie      | Cameo                                          |
| 2011        | Comedy Lab                                                     |                     | Serie de televisión, 1 episodio: "Totally Tom" |
| 2011        | Brave New World                                                | Maura Taft          | Película para televisión                       |
| 2012        | Payback Season                                                 | Izzy                | Rol principal                                  |
| 2012        | Halo 4: Forward Unto Dawn                                      | Chyler Silva        | Serie web. Rol principal                       |
| 2013        | Freak of Nurture                                               | Beth                | Rol principal                                  |
| 2013 - 2016 | Reign                                                          | Lady Lola Narcisse  | Serie de televisión. Rol principal, The CW     |
| 2019        | The last Birthday                                              | Olga                | Rol principal                                  |
| 2019        | you are here                                                   | Tanya               | Rol principal                                  |
| 2020        | The Left Right                                                 | Laura               | Rol principal                                  |
| 2022        | The Gallery                                                    |                     | Rol principal                                  |
| 2023        | La monja II                                                    | Kate                | Rol principal                                  |

## Videojuegos
| Año  | Título                                                         | Rol            | Notas |
| ---- | -------------------------------------------------------------- | -------------- | ----- |
| 2005 | The Chronicles of Narnia: The Lion, the Witch and the Wardrobe | Susan Pevensie | Voz   |
| 2008 | The Chronicles of Narnia: Prince Caspian                       | Susan Pevensie | Voz   |

## Teatro
| Año  | Título                | Rol          | Notas               |
| ---- | --------------------- | ------------ | ------------------- |
| 2010 | The Blue Room         | La actriz    | Drama, Comedia      |
| 2009 | Buried Child          | Halie        | Drama               |
| 2008 | Indian Ink            | Flora Crewe  | Drama               |
| 2008 | Spring Awakening      | Wendla       | Musical, Drama      |
| 2007 | Macbeth               | Lady Macbeth | Personaje principal |
| 2007 | A Few Good Men        | Sin Papel    | Directora           |
| 2007 | Five Kinds of Silence |              | Comedia familiar    |
| 2006 | Bugsy Malone          | Bugsy Malone | Comedia             |

## Premios y nominaciones
- 2006: Premio Character and Morality in Entertainment (Camie) por Susan Pevensie en The Chronicles of Narnia: The Lion, the Witch and the Wardrobe (ganadora).

- 2006: Premio Teen Choice  a la Actriz de película favorita por The Chronicles of Narnia: The Lion, the Witch and the Wardrobe (nominada).

- 2006: Premio Character and Morality in Entertainment (Camie) a la Mejor actuación por un elenco en The Chronicles of Narnia: The Lion, the Witch and the Wardrobe (ganadora).

- 2007: Premio Catadores a la Mejor actriz de reparto por Five Kinds of Silence (ganadora).

- 2008: Premio Nickelodeon UK Kids' Choice a la Mejor estrella de película por Las crónicas de Narnia: el príncipe Caspian (nominada).

- 2009: Premio Young Artist a la Mejor Actuación en una película-Elenco Joven por Las crónicas de Narnia: el príncipe Caspian(nominada)

- 2012: Premio Streamy a la Mejor actuación femenina: Drama por Halo 4: Forward Unto Dawn (nominada).